# Ottoland
Ottoland is een dorp in het midden van de Nederlandse landstreek Alblasserwaard, in de gemeente Molenlanden, provincie Zuid-Holland.

## Geschiedenis
Tot in de jaren 80 telde het dorp twee straten, met de namen A en B. Vanaf het moment dat er ook nieuwbouw in het dorp verscheen, kreeg het dorp er ook "echte" straatnamen bij. 
Tot 1985 was Ottoland een zelfstandige gemeente, hierna hoorde Ottoland bij de gemeente Graafstroom en sinds 2018 hoort Ottoland bij de gemeente Molenlanden.

### Grote brand op 28 februari 1986
Op 28 februari 1986 ontstond er 's avonds een grote brand, waarbij tien boerderijen, waaronder enkele monumentale met rieten daken, afbrandden en 32 bewoners dakloos werden. Door de vorst kon de brandweer niet snel aan water komen. De harde wind van die koude avond zorgde ervoor dat het vuur over verschillende rieten daken werd verspreid.

## Monumenten
In Ottoland zijn er 14 rijksmonumenten: 9 boerderijen, waarvan 7 uit de 17e eeuw, de hervormde kerk en 4 archeologische vindplaatsen.

## Bestuur
Hendrik Top was de laatste burgemeester van Ottoland. Daarna, in 1986, ging Ottoland in de gemeente Graafstroom op, die zelf in 2013 deel werd van Molenwaard. Sinds 2019 is Ottoland deel van de gemeente Molenlanden.

## Literatuur

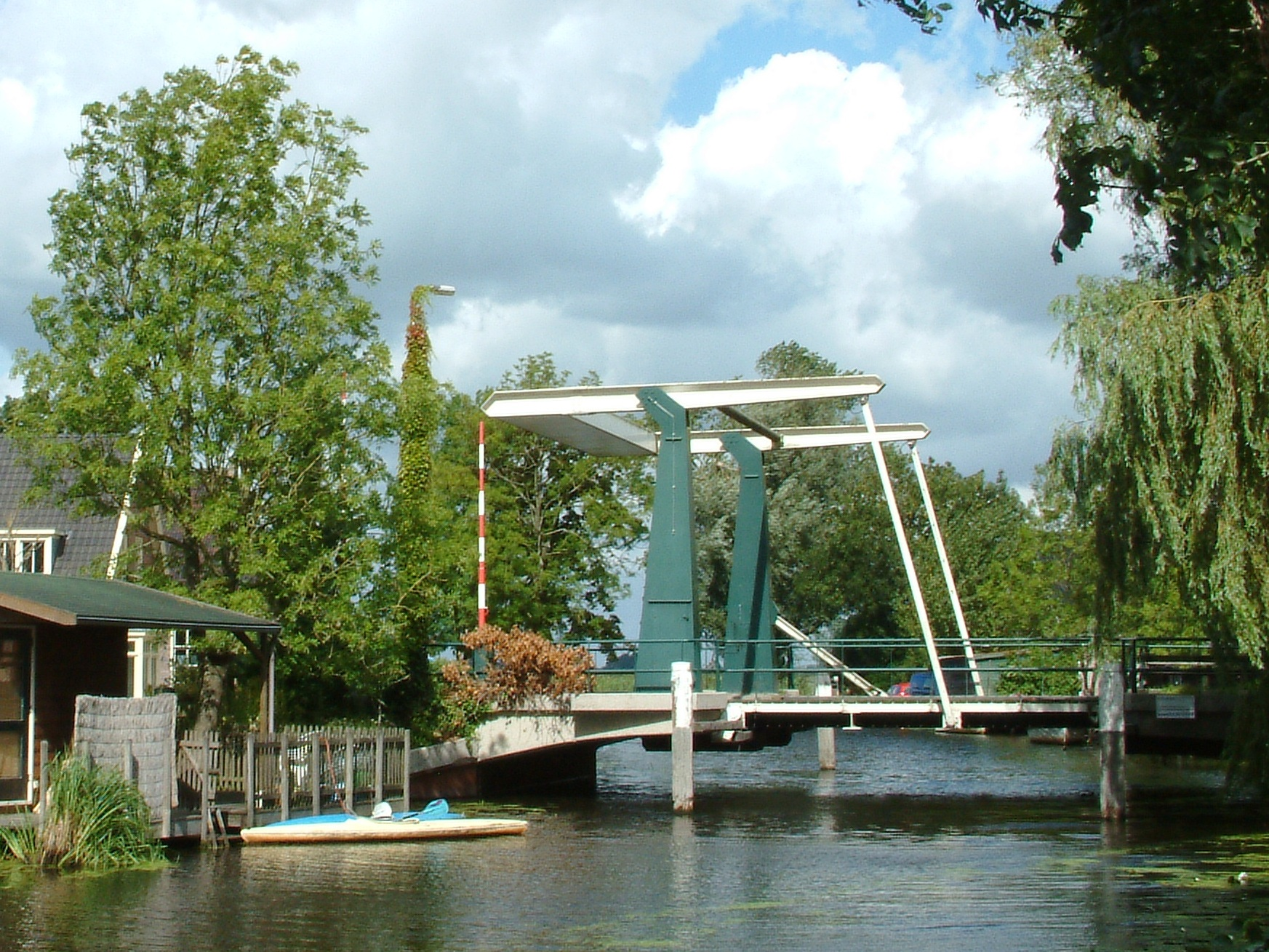
De Sint Jacobsbrug in Ottoland